# Gundobado
Gundobado o Gundobaldo (Gundobad; V secolo – 516) fu patricius dell'Impero romano e re dei Burgundi.

## Biografia
Era figlio del re dei Burgundi Gundioco; secondo un'ipotesi del XIX secolo, la madre potrebbe essere stata una sorella del patrizio Ricimero.
Gregorio di Tours lo cita assieme ai fratelli Godegiselo, Gundomaro e Chilperico II, come figli di Gundioco, e anche il successivo Liber Historiae Francorum lo cita assieme ai fratelli come figlio di Gundioco, della stirpe del re visigoto, Atanarico.

### Al servizio dell'Impero romano

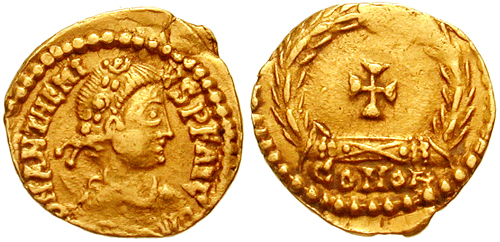
Moneta di Antemio: Gundobado scese in Italia chiamato dallo zio Ricimero per intervenire nella lotta fra questi ed Antemio; la vittoria di Gundobado vicino a Roma, nel luglio 472, sulle truppe di Antemio guidate dal rector Galliarum Bilimero, pose fine alle speranze di Antemio.

Nel 472 Gundobado era magister militum per Gallias, cioè comandante dell'esercito della Gallia, che all'epoca formava l'Impero d'Occidente assieme all'Italia; quando suo zio, il patricius Ricimero, vero detentore del potere nell'Impero Romano d'Occidente, entrò in contrasto con l'imperatore Antemio, suo suocero, Gundobado scese in Italia con le sue truppe per sostenere Ricimero.
A luglio, nei pressi di Roma Gundobado sconfisse le truppe di Antemio, comandate dal neo-nominato rector Galliarum Bilimero, ponendo così fine alle speranze di Antemio. Antemio venne poi catturato e decapitato nella basilica di San Pietro in Vaticano o a Santa Maria in Trastevere, secondo alcune fonti da Gundobado stesso.
Quando, quello stesso anno, Ricimero morì, Gundobado gli subentrò come magister militum praesentalis e patricius; poco dopo, alla morte del nuovo imperatore Anicio Olibrio, che Ricimero aveva opposto ad Antemio, Gundobado nominò imperatore Glicerio.
Nel 474 Glicerio venne deposto dal nuovo imperatore Giulio Nepote, giunto dall'Oriente con una flotta. La deposizione di Glicerio ha dei lati oscuri. Nepote sbarcò con delle truppe, ma è verosimile che le forze di Gundobado, e quindi di Glicerio, fossero consistenti: se avesse voluto, Gundobado avrebbe potuto verosimilmente opporre una rilevante resistenza a Nepote, ma invece non lo fece. Una spiegazione proposta fu che l'elezione di Glicerio non ebbe il sostegno né dell'imperatore d'Oriente, né della classe senatoria, né dell'aristocrazia gallo-romana: resistere a Nepote senza l'appoggio del senato sarebbe stato controproducente per Gundobado. Esiste anche la possibilità che Gundobado, che non era in Italia in occasione della deposizione di Glicerio, fosse andato in Gallia per trovare i rinforzi necessari a contrastare l'attacco di Nepote. Va notato che in seguito Gundobado fu in ottimi rapporti con la corte orientale.

### Re dei Burgundi
Gundobado ritornò allora in Gallia, alla propria gente. Fu allora, o poco dopo, che il regno burgundo fu diviso tra Gundobado (che ricevette la parte più importante, con Lione capitale) e i suoi fratelli Godegiselo (che forse ricevette Ginevra), Chilperico II (Valence-sur-Rhône) e Gundomaro I (Vienne). Gregorio afferma che Gundobado assassinò suo fratello Chilperico e i figli maschi, ne affogò la moglie e ne esiliò le figlie. Questo però viene contestato da alcuni storici, ad esempio Bury, che solleva diversi problemi con la cronologia presentata da Gregorio.
In quegli anni si era anche sviluppata un'alleanza con gli Ostrogoti di Teodorico il Grande, che, nel 490, portò i Burgundi ad intervenire in Liguria, per alleggerire la pressione di Odoacre sugli Ostrogoti asserragliati a Pavia. Pare che i danni provocati dai Burgundi fossero tali che nell'anno in cui Teodorico iniziò a governarla abbonò ai Liguri i due terzi delle imposte.
Il regno dei Burgundi era circondato da vicini potenti, a nord dai Franchi e a sud da Ostrogoti e Visigoti. Gundobado tentò di diminuire queste pressioni legandosi attraverso matrimoni con i re dei regni vicini: suo figlio Sigismondo sposò la figlia del re ostrogoto Teodorico il Grande, mentre Clotilde, figlia di Chilperico II, sposò il re franco Clodoveo I.
Quando, intorno all'anno 500, Clodoveo, re dei Franchi, attaccò il regno dei Burgundi, Godigeselo tradì il fratello Gundobado (il tradimento è confermato anche dalla cronaca del vescovo Mario di Avenches) unendosi ai Franchi. Così i due eserciti sconfissero le truppe di Gundobado e dei suoi alleati Visigoti, presso Digione. Gundobado sfuggì alla morte e alla cattura ritirandosi ad Avignone, dove attese Clodoveo e gli promise di pagargli un tributo, cedendo al fratello la sede di Vienne. Ma dopo che Clodoveo si era ritirato dalla Burgundia, non solo non pagò più il tributo, ma, riorganizzate le truppe, attaccò saccheggiò Vienne, Godegiselo venne catturato in una chiesa e condannato a morte, nello stesso luogo. Con la morte di Godigeselo Gundabado entrò in possesso di tutto il regno di Burgundia.
Non si sa di preciso se Gundobado e Clodoveo si siano riconciliati o se Gundobado sia stato costretto ad una specie di vassallaggio dalla precedente vittoria di Clodoveo, fatto sta che nella primavera del 507 il re dei Burgundi si unì ai Franchi a Poitiers combatté assieme a Clodoveo nella loro vittoriosa battaglia di Vouillé contro i Visigoti di Alarico II e i loro alleati Alemanni, e dopo la battaglia, con le sue truppe occupò la Settimania, da cui però fu cacciato poco dopo dalle truppe ostrogote del generale Ibbas. Mentre i Franchi avevano esteso il loro dominio sulla Gallia centrale, i Burgundi non avevano ottenuto nulla.
Durante questa fase tumultuosa del regno burgundo, tra il 483 e il 501, Gundobado iniziò a imporre la Lex Gundobada, pubblicandone la prima parte e usando come fonte la Lex Visigothorum. In seguito al consolidamento del suo potere, tra il 501 e la sua morte nel 516, Gundobado pubblicò la seconda parte della sua legge, parte che era di carattere meno dipendente dalla tradizione burgunda.
Alla sua morte, nel 516, gli succedette Sigismondo.

## Lex Gundobada
Il Liber Constitutionum sive Lex Gundobada ("Il libro della costituzione o Legge di Gundobado"), conosciuta anche come Lex Burgundionum, o più semplicemente come Lex Gundobada o come il Liber, fu pubblicata in diverse parti tra il 483 e il 516, principalmente da Gundobado, ma anche da suo figlio Sigismondo. Era una compilazione delle leggi consuetudinarie burgunde ed è tipica di molti codici legali germanici di quel periodo. In particolare, il Liber risente molto dell'influenza della Lex Visigothorum e influenzò a sua volta la più tarda Lex Ripuaria dei Franchi Ripuari. Il Liber è una delle fonti primarie per conoscere la vita contemporanea dei Burgundi e la storia dei suoi re. Come molte delle tribù germaniche, le tradizioni legali burgunde permettevano l'applicazione di leggi separate per etnie separate. Perciò, in aggiunta alla Lex Gundobada, Gundobado emanò anche una serie di leggi per i sudditi romani del regno burgundo, la Lex Romana Burgundionum ("Legge Romana dei Burgundi").

## Discendenti
Gundobado, dalla moglie Caratena, ebbe quattro figli:
- Sigismondo (?-524), re dei Burgundi
- Gondomaro (480-532), re dei Burgundi
- una femmina, di cui non si conosce il nome
- Gunteuca, regina consorte dei Franchi avendo sposato, prima Clodomiro e poi Clotario I.

### Fonti primarie
- Giovanni di Antiochia, Cronaca
- Giovanni Malalas, Chronicon
- Gregorio di Tours, Historia Francorum
- Paolo Diacono, Historia romana

### Fonti secondarie
- John Bagnell Bury, The Invasion of Europe by the Barbarians, London, Macmillan and Co., 1928.
- Katherine Fischer Drew, The Burgundian code: book of constitutions or law of Gundobad, additional enactments, Philadelphia, University of Pennsylvania Press, 1972.
- Maurice Dumoulin, «Il regno d'Italia sotto Odoacre e Teodorico» in Cambridge University Press - Storia del mondo medievale, vol. I, pp. 420–444, Milano, Garzanti, 1999
- Christian Pfister, «La Gallia sotto i Franchi merovingi, vicende storiche» in Cambridge University Press - Storia del mondo medievale, vol. I, pp. 688–711, Milano, Garzanti, 1999
- Theodore John Rivers, Laws of the Salian and Ripuarian Franks, New York, AMS Press, 1986.
- Ludwig Schmidt e Christian Pfister, «I regni germanici in Gallia» in Cambridge University Press - Storia del mondo medievale, vol. I, pp. 275–300, Milano, Garzanti, 1999